# 埃利亚斯·赫拉维

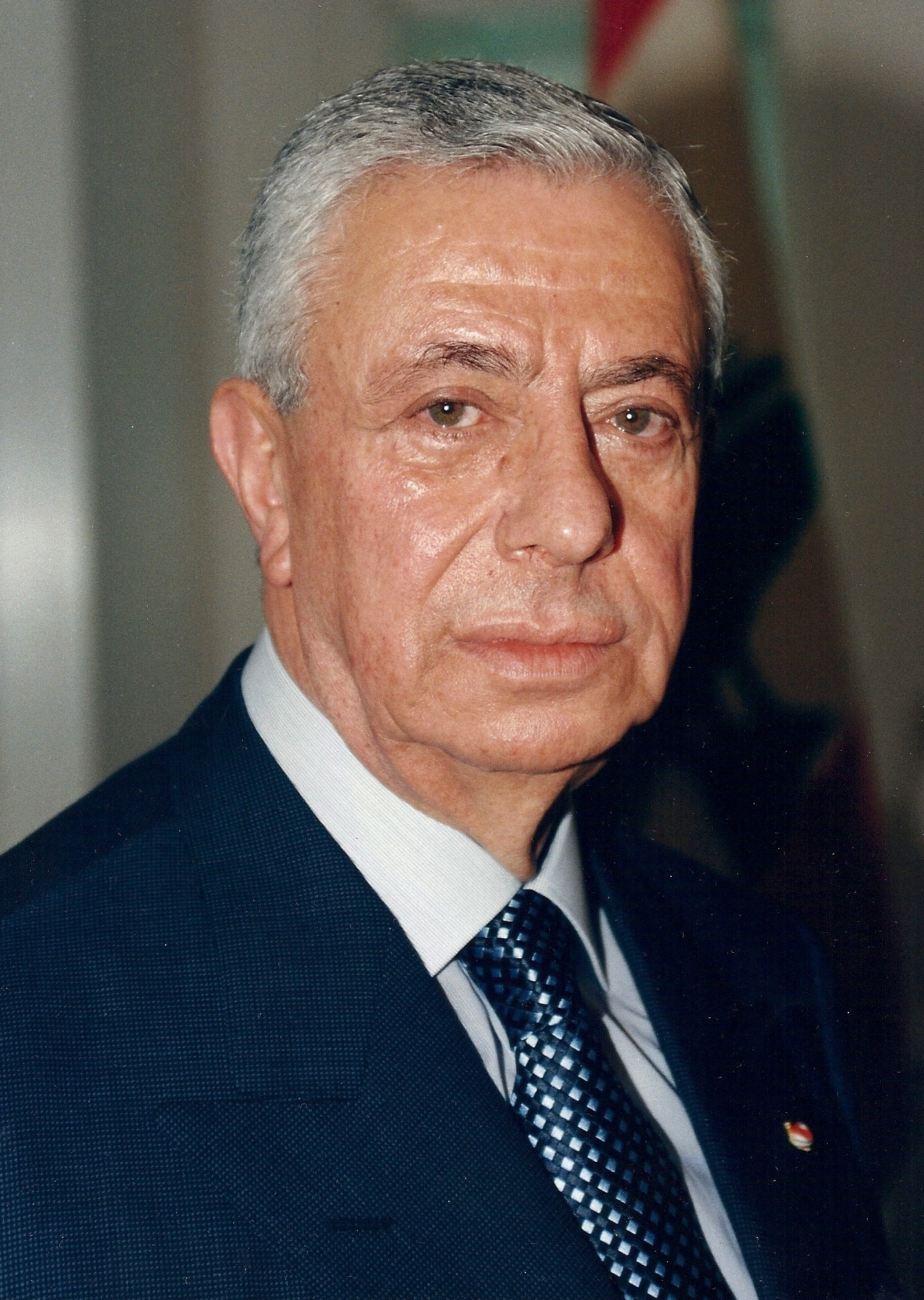

埃利亚斯·赫拉维（阿拉伯語：الياس الهراوي，1925年9月4日—2006年7月6日），曾任黎巴嫩总统（1989年至1999年）。他出生于一个富裕的天主教马龙派家庭，曾从事蔬菜出口和石油进口，1972年当选为黎巴嫩国会议员。